# Lakepa
Lakepa (traditionele namen: Tamalagau en Maleloa, 'loodrecht op de zonnestralen') is een van de 14 dorpen van Niue en telt 88 inwoners (2001). Het dorp is gelegen in het noordoosten van het eiland en grenst met de klok mee aan de Stille Oceaan, Liku, Alofi en Mutalau. Verder raakt Lakepa Makefu en Tuapa op een punt in het zuidwesten van het grondgebied.

## Geografie
Toi maakt deel uit van het historische stammengebied Motu, dat de noordelijke helft van het eiland beslaat. In Lakepa bevinden zich twee grotten, Anatoloa Cave en Ulupaka Cave.

## Politiek
Bij de parlementsverkiezingen van 2011 kon Kupa Magatogia zijn zetel voor Lakepa behouden. Later nam premier Toke Talagi Magatogia in zijn kabinet op.

## Sport
In 1998 won het voetbalelftal van Lakepa het Niue Soccer Tournament.

## Bekende inwoners
- Enetama Lipitoa, minister
- Kupa Magatogia, minister

Alofi North · Alofi South · Avatele · Hakupu · Hikutavake · Lakepa · Liku · Makefu · Mutalau · Namukulu · Tamakautoga · Toi · Tuapa · Vaiea